# Seonjuwonnam-dong
Seonjuwonnam-dong (koreanska: 선주원남동) är en stadsdel i staden Gumi i provinsen Norra Gyeongsang i den centrala delen av Sydkorea, 200 km sydost om huvudstaden Seoul.